# Coptotomus difficilis
Coptotomus difficilis är en skalbaggsart som beskrevs av Leconte 1852. Coptotomus difficilis ingår i släktet Coptotomus och familjen dykare. Inga underarter finns listade i Catalogue of Life.